# Absolut superlativ
Absolut superlativ är när adjektivens superlativform används för att uttrycka en mycket hög grad, utan karaktär av jämförelse. I vissa språk kan detta vara ganska vanligt och ofta översättas med förledet "jätte-" på svenska. I svenskan är absolut superlativ sällsynt, men existerar i vissa former, till exempel "ett plagg av ädlaste siden" och "Våra chips tillverkas av finaste svensk potatis". Notera att substantiven här, till skillnad från i vanliga fall, behåller obestämd form trots att adjektivattributen har bestämd form. Likaså utelämnas den framförställda bestämda artikeln. Vid "vanlig" superlativanvändning hade man sagt och skrivit "det ädlaste sidenet" och "den finaste svenska potatisen".